# DW Stadion
A DW Stadion (DW Stadium) egy angol labdarúgó-stadion. A csapat a 2020–2021-es szezonban a Football League One-ban (angol harmadosztály) szerepel. Az aréna 25 133 néző befogadására képes. 1999. augusztus 7-én volt a megnyitója. A pálya méretei: 105 × 68 m.

## Lelátók
A lelátók négy fedett, világítással rendelkező részből állnak.
- Északi lelátó, 5 418 férőhely
- Keleti lelátó Boston lelátó 8 238 férőhely
- Déli lelátó 5 412 férőhely
- Nyugati lelátó Springfield lelátó 6 100 férőhely

## Nézőszám

### Wigan Athletic
| Év                                                                     | Nézőszám | Nézőszám                      |
| Év                                                                     | Átlag    | Legmagasabb                   |
| ---------------------------------------------------------------------- | -------- | ----------------------------- |
| 2000–01 L2                                                             | 6 861    | 10 048 (Bristol City FC)      |
| 2001–02 L2                                                             | 5 771    | 7 783 (Tranmere Rovers FC)    |
| 2002–03 L2                                                             | 7 288    | 12 783 (Oldham Athletic AFC)  |
| 2003–04 L1                                                             | 9 526    | 20 669 (West Ham United FC)   |
| 2004–05 C                                                              | 11 155   | 20 745 (Sunderland AFC)       |
| 2005–06 PL                                                             | 20 610   | 25 023 (Liverpool FC)         |
| 2006–07 PL                                                             | 18 159   | 24 726 ( West Ham United FC)  |
| 2007–08 PL                                                             | 19 046   | 25 133 (Manchester United FC) |
| 2008–09 PL                                                             | 18 413   | 22 954 (Arsenal FC)           |
| 2009–10 PL                                                             | 18 006   | 22 113 (Arsenal FC)           |
| 2010–11 PL                                                             | 16 812   | 22 043 (West Ham United FC)   |
| 2011–12 PL                                                             | 18 633   | 22 187 (Newcastle United FC)  |
| PL = Premier League, C = Championship L1 = League One, L2 = League Two |          |                               |

## Fordítás
Ez a szócikk részben vagy egészben  a   DW Stadium című angol Wikipédia-szócikk fordításán alapul.  Az eredeti cikk szerkesztőit annak laptörténete sorolja fel. Ez a jelzés csupán a megfogalmazás eredetét és a szerzői jogokat jelzi, nem szolgál a cikkben szereplő információk forrásmegjelöléseként.